# مانويل ميرينو
مانويل ميرينو (بالإسبانية: Manuel Arturo Merino de Lama) هو سياسي بيروفي ولد في 20 أغسطس 1961، بعد عزل الرئيس مارتن فيزكارا، أصبح ميرينو الذي كان يتولى في ذلك الوقت منصب رئيس البرلمان رئيسًا للبلاد لمدة 5 أيام، ابتداءً من 10 نوفمبر 2020. ووفقًا للدستور كان ليشغل منصب الرئيس حتى انتهاء الولاية الرئاسية في يوليو 2021. عين ميرينو السياسي المحافظ ووزير الدفاع السابق أنتيرو فلوريس أراوز رئيسًا للوزراء. استقال ميريونو في 15 نوفمبر، بعدما استقال 12 وزيرًا في حكومته على أثر مقتل متظاهرين في الاحتجاجات التي طالبت برحيله.

## الأعمال
في عام 1983 ، كان ميرينو في البداية منتجًا وتاجرًا زراعيًا ، وفي الوقت نفسه كرس نفسه لتربية الماشية ، وكان عضوًا في صندوق تومبيس للثروة الحيوانية المعروف اختصارا (FONGAN) ، ورئيس التسويق لجمعية منتجي الموز ، ورئيس الجمعية تجار الموز والفاكهة بشكل عام ، وعضو لجنة الدفاع عن الزراعة في تومبيس ، وممثل المنتجين الزراعيين في تومبيس ، ورئيس اللجنة الانتخابية للجنة الري بالضفة اليسرى لنهر تومبيس ، ورئيس اللجنة الدائمة لولاية تومبيس. الديون الزراعية في تومبيس.
في ديسمبر 2000 ، نسق ميرينو بشكل مباشر مع المنظمات الزراعية المختلفة في الدائرة ، للحصول على إلغاء الديون المتعاقد عليها مع الدولة وإعادة تمويلها مع الكيانات المالية الخاصة.

## رئيس الكونغرس
في الانتخابات البرالمانية في البيرو عام 2020 ، انتُخبت ميرينو لعضوية الكونجرس للمرة الثالثة ، ومثلت مرة أخرى تومبيس لإكمال الدورة البرلمانية 2016-2021 في أعقاب الأزمة الدستورية في بيرو لعام 2019. نظرًا لكونه أكثر أعضاء الكونغرس خبرة في أول تجمع للأغلبية البرلمانية ، فقد تم انتخابه رئيسًا للكونغرس في 16 مارس 2020 ، مع 93 صوتًا لصالح روسيو سيلفا سانتيستيبان ، الذي حصل فقط على 14 صوتًا.

## رئاسة دولة البيرو
تم تنصيب ميرينو في 10 نوفمبر 2020 ، في خضم الاحتجاجات في جميع أنحاء البلاد ضد توليه الرئاسة. في اليوم التالي ، وتحت ضغط تشكيل حكومة جديدة ، عين Ántero Flores Aráoz ، السياسي المحافظ ووزير الدفاع السابق ، رئيسًا . خلال تصريحاته العامة الأولى ، أعرب ميرينو عن دعمه للانتخابات المقررة في أبريل 2021 ، ودعا إلى التعافي الصحي والاقتصادي من وباء COVID-19 في بيرو ، وتعزيز القانون والنظام داخل البلاد.., ومع ذلك ، استمرت الاحتجاجات مع استجابة الشرطة الشديدة لمظاهرات 14 نوفمبر / تشرين الثاني التي أسفرت عن مقتل المتظاهرين وما تلاها من استقالة غالبية وزراء ميرينو. في 15 نوفمبر 2020 ، استقال ميرينو من منصبه كرئيس مؤقت ، مشيرًا إلى أنه تصرف ضمن القانون عندما أدى اليمين الدستورية يوم الثلاثاء السابق وأنه "سيفعل كل ما في وسعه لضمان الخلافة الدستورية""